# Panicum philadelphicum
Panicum philadelphicum là một loài thực vật có hoa trong họ Hòa thảo. Loài này được Bernh. ex Trin. mô tả khoa học đầu tiên năm 1826.